# Остернинбургер Ланд
Остернинбургер Ланд (њем. Osternienburger Land) општина је у њемачкој савезној држави Саксонија-Анхалт. Једно је од 10 општинских средишта округа Анхалт-Битерфелд. Према процјени из 2010. у општини је живјело 9.673 становника. Посједује регионалну шифру (AGS) 15082256.

## Географски и демографски подаци
Остернинбургер Ланд се налази у савезној држави Саксонија-Анхалт у округу Анхалт-Битерфелд. Општина се налази на надморској висини од 71 метра. Површина општине износи 138,7 km². У самом мјесту је, према процјени из 2010. године, живјело 9.673 становника. Просјечна густина становништва износи 70 становника/km².